# 樓桐孫

樓桐孫近照

樓桐孫（1896年10月26日—1992年7月26日）（蓀字誤，樓氏欲辯無能），字佩蘭，浙江永康人，中华民国法学家、翻译家。

## 生平
18岁入共和法政学校，不久转入浙江法政学校法律专科，中華民國四年（1915年）毕业。中華民國八年（1919年）冬，留法勤工俭学。中華民國十二年（1923年），获巴黎大学法科硕士学位。中華民國十四年（1925年）归国，任上海法律专门学校校长。中華民國十七年十一月（1928年11月），任国民政府立法院第一届立法委员。参与起草《海商法》与《合作社法》。
樓桐孫历任上海法政大学教务主任，上海法科大学政治系主任，国民政府立法院经济委员会委员长，国立中央大学法学院副教授，中国国民党中央执行委员。前立法院秘书长樓桐孫於中華民國三十九年十一月（1950年11月）赴臺灣。此后继续担任立法委员。
中華民國八十一年七月二十六日（1992年7月26日），樓桐孫逝世。

## 著作
- 楼桐孫，中国家制的过去与未来，载 东方杂志28卷2号，1929年
- 楼桐蓀，外人入境居住购地及工商业限制之研究，外交部条约委员会，1929年
- 楼桐蓀、吳春桐，民法債編釋義，新学会社，1930年
- 樓桐蓀，民法总则编释义，新学会社，1931年
- 樓桐蓀，民法物权编释义，新学会社，1931年
- 樓桐蓀、湯城，民法親屬編釋義，新学会社，1931年
- 樓桐蓀、湯城，民法繼承編釋義，新学会社，1931年
- 樓桐孫，革命的外交与外交革命，年份不详
- 樓桐孫，中国最近之政治问题，年份不详
- 樓桐孫，国家，商务印书馆，1931年
- 樓桐孫，租界問題，商務印書館，1933年
- 樓桐孫、張明養，中國政制論，商务印书馆，1933年
- 樓桐孫、沈志堅，民權主義淺說，商务印书馆，1934年
- 樓桐孫主编，中华政治经济学会会刊：第1期，中华政治经济学会会刊委员会，1934年
- 樓桐孫，三民主义研究，商务印书馆，1938年
- 樓桐孫，法治与自由，独立出版社，1939年
- 樓桐孫，法學通論，正中書局，1943年
- 陳龢祥、樓桐孫主编，四體大字典，掃葉山房，1947年
- 樓桐孫，自由人類的出路，人人週刊社，1955年
- 樓桐孫，查理·季特，中华文化出版事业委员会，1957年
- 樓桐孫，羅培爾・歐文，中國合作事業協會，1959年
- 樓桐孫，樓桐孫先生在臺言論集，中國合作事業服務中心，1965年
- 樓桐孫，永康方言：鄉音語意詮釋，臺北市永康同鄉會，1988年

樓桐孫的主要译作有：
- 〔印〕太戈尔（R.Tagore），国家主义，〔法〕乔治·巴西勒原译，樓桐孫重译，商務印書館，1927年[3]
- 〔法〕査理·季特（Charles Gide），政治经济的基本原理，樓桐孫译，法政大学，1926年
- 〔法〕査理·季特，经济学的基本原理（premieres notions d'economie politique），樓桐孫译，国立编译馆，1934年
- 〔法〕査理·季特，协作，樓桐孫译，商务印书馆，1925年
- 〔苏〕波波夫（И. Попов），苏俄之消费协作，樓桐孫译，民智書局，1929年
- 〔法〕査理·季特，经济思想史，黎世德、楼桐孙译，中华文化出版事业，1957年
- 〔法〕査理·季特，消费协社，楼桐孙、于能模，商务印书馆，1927年
- 〔法〕査理·季特，合作主义文选：第一卷，楼桐蓀、马心楚译，年份不详
- 微分方程初步，樓桐孫译